# Maszewo (gmina w województwie zachodniopomorskim)
Maszewo – gmina miejsko-wiejska w zachodniej części województwa zachodniopomorskiego, w powiecie goleniowskim, położona na Równinie Nowogardzkiej. Siedzibą gminy jest miasto Maszewo.
Według danych z 31 grudnia 2016 r. gmina miała 8807 mieszkańców.
Miejsce w województwie (na 114 gmin):

powierzchnia 47., ludność 47.
Gmina stanowi 13,0% powierzchni powiatu.

## Położenie
Gmina znajduje się w zachodniej części województwa zachodniopomorskiego, w południowej części powiatu goleniowskiego, położona jest na Równinie Nowogardzkiej.
Sąsiednie gminy:
- Goleniów, Osina i Nowogard (powiat goleniowski)
- Dobra (powiat łobeski)
- Chociwel, Stara Dąbrowa i Stargard (powiat stargardzki)

Do 31 grudnia 1998 r. wchodziła w skład województwa szczecińskiego.

## Demografia
- Struktura demograficzna mieszkańców gminy Maszewo wg danych z 31 grudnia 2007:[2]

| Opis                                | Ogółem | Ogółem | Kobiety | Kobiety | Mężczyźni | Mężczyźni |
| ----------------------------------- | ------ | ------ | ------- | ------- | --------- | --------- |
| Jednostka                           | osób   | %      | osób    | %       | osób      | %         |
| Populacja                           | 8358   | 100    | 4213    | 50,41   | 4145      | 49,59     |
| Wiek przedprodukcyjny (0–17 lat)    | 2090   | 25,01  | 1050    | 12,56   | 1040      | 12,44     |
| Wiek produkcyjny (18–65 lat)        | 5230   | 62,57  | 2447    | 29,28   | 2783      | 33,3      |
| Wiek poprodukcyjny (powyżej 65 lat) | 1038   | 12,42  | 716     | 8,57    | 322       | 3,85      |

Gminę zamieszkuje 10,5% ludności powiatu.

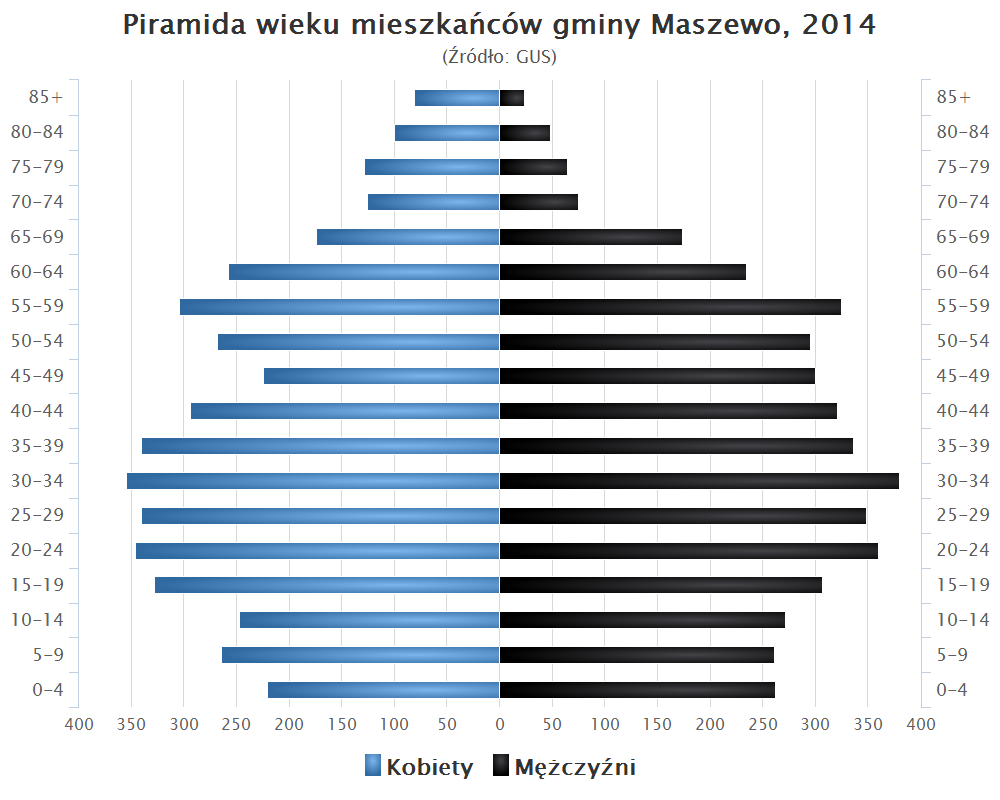
Piramida wieku mieszkańców gminy Maszewo w 2014 roku

## Przyroda i turystyka
Mimo że od zachodu graniczy z Puszczą Goleniowską, to w granicach gminy lasy występują tylko w północno-zachodniej części, pozostałe tereny to obszary rolnicze. Występuje tu kilka czystych jezior (w II klasie czystości), największe z nich to Jezioro Lechickie na rzece Stepnica. Tereny leśne zajmują 17% powierzchni gminy, a użytki rolne 74%.

## Komunikacja

### Drogi
Przez gminę prowadzą drogi wojewódzkie:
- nr 106 przez Jenikowo (11 km) do Nowogardu (22 km) i przez Darż (2 km) do Stargardu (20 km)
- nr 113 łącząca Maszewo z Goleniowem (19 km)
- nr 141 ze wsi Darż do Sowna (13 km, skrzyżowanie z drogą Lisowo – lasy w okolicach Szczecina)
- nr 146 z Jenikowa do Dobrej (13 km).

### Kolej
Maszewo uzyskało połączenie kolejowe w 1903 r. po wybudowaniu linii z Goleniowa. Linia została zamknięta w 1992 r.
W gminie czynny jest 1 urząd pocztowy: Maszewo (nr 72-130).

## Administracja i samorząd
W 2016 r. wykonane wydatki budżetu gminy Maszewo wynosiły 31,4 mln zł, a dochody budżetu 33,3 mln zł. Zobowiązania samorządu (dług publiczny) według stanu na koniec 2016 r. wynosiły 12,2 mln zł, co stanowiło 36,8% poziomu dochodów.

## Miejscowości
- Miasto:

Maszewo
- Sołectwa:

Bagna, Bielice, Budzieszowce, Darż, Dąbrowica, Dębice, Dobrosławiec, Godowo, Jarosławki, Jenikowo, Korytowo, Maciejewo, Maszewko, Mieszkowo, Mokre, Nastazin, Pogrzymie, Przemocze, Radzanek, Rożnowo Nowogardzkie, Sokolniki, Tarnowo, Wisławie i Zagórce.
- Osady:

Bęczno, Dolacino, Leszczynka, Maszewo, Stodólska, Swojcino i Wałkno
- Kolonie:

Kłodniki i Kolonia Maszewo.